# Sculptorul (constelație)
Sculptorul este o mică și palidă constelație de pe cerul austral.

## Obiecte cerești
- Galaxia Sculptorul
- PGC 2248

Coordonate:  00h 00m 00s, −30° 00′ 00″